# Nocturnia
Nocturnia es una banda de power metal melódico procedente de Toledo (España) surgida en 2001 cuando los músicos Salvador González (guitarrista), Roberto Moreno (guitarrista) y José Roldán (batería) se meten en el local de ensayo con el fin de iniciar un proyecto nuevo. Salva fue guitarrista del grupo de heavy metal ochentero "Belladona", mientras que los otros dos proceden del grupo "Obreros del Metal". Más adelante se unen al proyecto César Ortiz (voz), Chema García (teclados) y finalmente César Arroyo al bajo.
A día de hoy el grupo ha lanzado seis álbumes de larga duración y ha dado una considerable cantidad de conciertos por todo el territorio nacional tanto en solitario como junto a grandes bandas nacionales e internacionales de la talla de WarCry, Saratoga, Medina Azahara, Avalanch, Stravaganzza, Brainstorm, Axxis, Scorpions, etc.

## Miembros

### Actuales
- Roberto Moreno - guitarra
- Salvador González - guitarra
- César Arroyo - bajo
- José Gómez Sellés - teclados
- José Roldán - batería
- Kike Fuentes - voz[1][2]

### Pasados
- Rafa Blas (Rafael Blas Martínez Carpena) - voz (ganador del concurso "La Voz", 2012)
- César Ortiz - voz[3]
- Chema García - teclados
- Sÿmon - voz[4]

## Discografía
- Nocturnia (sencillo) - 2004
- En Busca del Tiempo - 2004
- Espejismos - 2007
- Días de Ceniza - 2009
- Sin Retorno - 2012
- Tierra de Cobardes - 2016
- La tempestad - 2019